# Anja Hille
Anja Hille (* 3. Juni 1956 in Hamburg) ist eine deutsche Politikerin (SPD).
Hille erreichte die Fachhochschulreife und studierte Sozialpädagogik. Sie war als Sozialarbeiterin und Angestellte bei der Therapiehilfe Hamburg tätig.
1986 wurde Hille Mitglied der SPD. Sie war Kreistagsabgeordnete im Kreis Segeberg und Gemeindevertreterin in Hartenholm. Vom 27. September 1995 bis zum 23. April 1996 saß sie als Nachrückerin im Landtag von Schleswig-Holstein.